# Tajemnice piramid
Tajemnice piramid (ang. The Revelation of the Pyramids) – francuski film dokumentalny reżyserii Patrice’a Pooyarda.

## Opis
Egipskie piramidy to jedne z najbardziej zagadkowych budowli starożytnego świata. Na przestrzeni tysiącleci narosło wokół nich wiele mitów i legend, które zostały wymieszane z naukowymi teoriami. Autor dokumentu postanowił poznać prawdę na temat powstania tych niezwykłych cudów starożytności.
Film przedstawia fakty i hipotezy, które zdaniem autorów mają świadczyć o tym, że budowle, które obecnie przypisuje się starożytnym ludom, zostały zbudowane przez inną, bardziej rozwiniętą cywilizację.

## Eksperci wypowiadający się w filmie
- Pier Luigi Copat – architekt, konsultant Placu Poczdamskiego
- Chris Wise – inżynier, budował Millenium Bridge w Londynie.
- Eric Gontier – geolog i mineralog, Muzeum Człowieka w Paryżu
- Jean Leclant – dziekan wydziału egiptologii, prof. emeryt College de France
- Guilemette Andreau-Lanoe – kurator ekspozycji egipskiej, Muzeum w Luwrze
- Jean-Pierre Martin – kierownik budowy wiaduktu Millau
- Jean-Pierre Adam – architekt i archeolog w Narodowym Centrum Badań Francji
- Luc Glaud – kamieniarz
- Phillip Robert – dyrektor „La General du Granit”
- Joseph Davidovits – geochemik i egiptolog
- Gilles Dormion – architekt, odkrywca, autor książki „Komnata Cheopsa”
- Alan Andrews – inżynier, pisarz, stypendysta Biura ds. Nauki Białego Domu 1992-1993
- Chris Dunn – inżynier produkcji maszyn precyzyjnych dla lotnictwa
- Francisco Torres – dyrektor Muzeum Antropologicznego Wyspy Wielkanocnej
- Ruben Garcia Soto – archeolog, Narodowy Instytut Kultury Inkaskiej
- Martin Rosenberg – wykładowca historii sztuki na Rutgers University
- Mallku Aribalo – pisarz, badacz i historyk Peru
- Felipe Solis – dyrektor Muzeum Archeologicznego w Meksyku
- Hartwig Hausdorf – pisarz, badacz i podróżnik
- Rainer Stadelmann – egiptolog, odkrywca piramidionu Czerwonej Piramidy
- Claude Genzling – absolwent politechniki, matematyk i architekt
- Dustin Carr – fizyk akustyk, optyk i nanotechnolog
- Thierry De Champris – architekt, autor książki „Geometryczny Czasownik”
- Ieoh Ming Pei – architekt, projektant Szklanej Piramidy w Luwrze
- Jean-Louis Basdevant – fizyk, wykładowca na politechnice
- Michael Fontugne – paeloklimatolog, Instytut Fizyki, Paryż